# Simone Simons

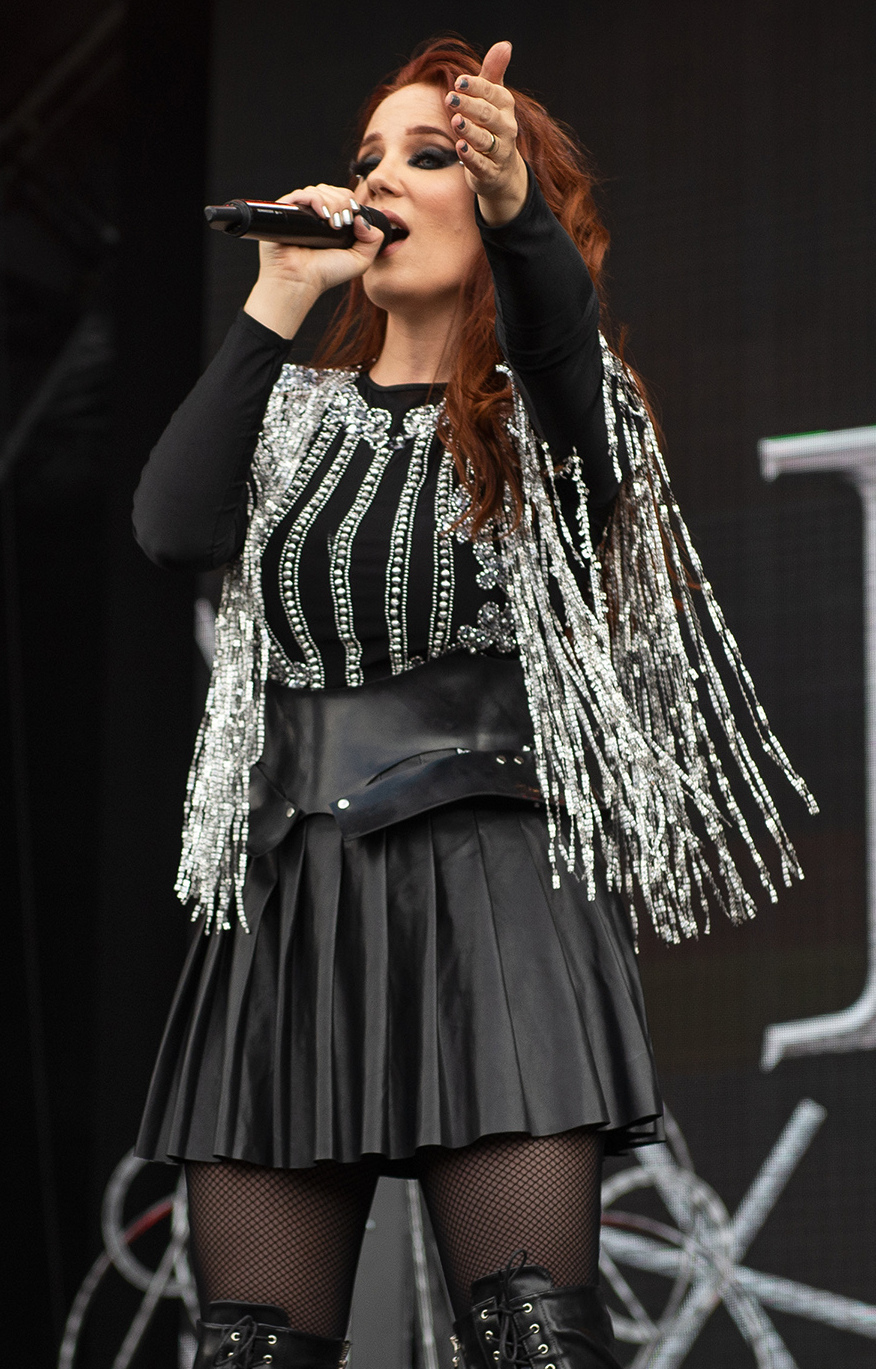
Simons met Epica live op Hellfest 2022

Simone Johanna Maria Simons (Hoensbroek, 17 januari 1985) is een Nederlandse zangeres. Zij is de zangeres van de Nederlandse symfonische metalband Epica.

## Levensloop
Simons speelde op haar tiende fluit, maar na een jaar hield ze hiermee op en nam ze jazz- en popzanglessen. Hierbij ontwikkelde Simons als mezzosopraan en zong ze gedurende enige maanden in een koor.
In 2002 begon voormalig After Forever-gitarist Mark Jansen de band Sahara Dust. Eerst was de zangeres Helena Michaelsen, maar die vertrok even later en werd opgevolgd door Simons. Later werd de naam van de band veranderd in EPICA, als een hommage aan de gelijknamige cd van de band Kamelot. Hun eerste album, met de titel The Phantom Agony, verscheen in 2003.
Op 2 oktober 2013 kreeg Simone met haar echtgenoot Oliver Palotai een zoon.
Op 7 mei 2024 bracht Simone haar eerste solosingle Aeterna uit in samenwerking met o.a. Arjen Lucassen (Ayreon), dat zal verschijnen op Simones eerste soloalbum. Dit album is op 23 augustus 2024 uitgekomen.

## Discografie

### Solo

#### Singles
- Aeterna (2024)

#### Albums
- Vermillion (2024)

### Epica

#### Albums
- The Phantom Agony (2003)
- Consign to Oblivion (2005)
- The Divine Conspiracy (2007)
- Design Your Universe (2009)
- Requiem for the Indifferent (2012)
- The Quantum Enigma (2014)
- The Holographic Principle (2016)
- The Solace System (2017)
- Epica vs Attack on Titan Songs (2017)
- Omega (2021)
- The Alchemy Project (2022)

#### Singles
- The Phantom Agony (2003)
- Feint (2004)
- Cry for the Moon (2004)
- Solitary Ground (2005)
- Quietus (Silent Reverie) (2005)
- Never Enough (2007)
- Chasing The Dragon (2008)
- Unleashed (2009)
- Martyr of the Free Word (2009)
- This Is The Time (2010)
- Storm The Sorrow (2012)
- Forevermore (Ruurd Woltring feat. Epica) (2012)
- The Essence of Silence (2014)
- Unchain Utopia (2014)
- Universal Death Squad (2016)
- Edge of the Blade (2016)
- The Solace System (2017)
- Immortal Melancholy (2017)
- Beyond the Matrix - The Battle (2018)
- Crimson Bow and Arrow (2018)
- If Inside These Walls Was a House (2018)
- Kingdom of Heaven (2019)
- Martyr of the Free Word (Acoustic Version) (2019)
- Abyss of Time – Countdown to Singularity (2020)
- Freedom – The Wolves Within (2020)
- Rivers (2021)

#### Dvd's
- We Will Take You with Us (2004)
- Retrospect (2013)
- Omega Alive (2021)

#### Overige uitgaven
- Cry for the Moon (demo, 2002)
- The Score - An Epic Journey (2005)
- The Road to Paradiso (boek en compilatie, 2006)
- The Classical Conspiracy (live, 2009)

### Gastverschijningen
- Aina – Days of Rising Doom (2003)
- Kamelot – The Black Halo op het lied The Haunting (Somewhere In Time) en in de bijbehorende video (2005)
- Kamelot – One Cold Winter's Night op het lied The Haunting (Somewhere In Time) (2006)
- Kamelot – Ghost Opera op de liedjes Blücher en Season's End (2007)
- Primal Fear – New Religion op het lied Everytime It Rains (2007)
- Ayreon – 01011001 op het lied Web Of Lies (2008)
- Xystus & USConcert – Equilibrio op de liedjes Act 1 – My Song of Creation, Act 2 – Destiny Unveiled en Act 2 – God Of Symmetry (2008)
- Sons of Seasons – Gods Of Vermin op de liederen Fallen Family, Fall Of Byzanz en Wintersmith (2009)
- Kamelot – Poetry For The Poisoned op de liederen House On A Hill, So Long, All Is Over (2010)
- MaYaN – Quarterpast op de liederen Symphony Of Aggression, Mainstay Of Society, Bite The Bullet, Drown The Demon en Sinner's Last Retreat (2011)
- Sons of Seasons – Magnisphyricon op het lied Sanctuary (2011)
- Ayreon – The Source (2017)
- Exit Eden – Rhapsodies in Black op de liederen Frozen en Skyfall (2017)
- Ayreon – Transitus[3] (2020)